# Robert B. Nemiroff
Robert B. Nemiroff (29 de octubre de 1929, ciudad de Nueva York - 18 de julio de 1991) fue un productor de teatro y compositor estadounidense, y esposo de Lorraine Hansberry .
Nemiroff fue editor de libros y editor de música, además de un compositor galardonado. Con el coguionista Burt D'Lugoff, compuso la exitosa canción de 1956 " Cindy, Oh Cindy ", y "Fifteen", el tema de la película The World, the Flesh, and the Devil , la cual entró en las listas de Estados Unidos y Gran Bretaña.
Se casó con Lorraine Hansberry en 1953, quien Hansberry a menudo citaba como un factor creativo importante en la génesis de su obra A Raisin in the Sun.  Aunque la pareja se separó en 1957 y se divorció en 1962, su relación profesional duró hasta la muerte de Hansberry por cáncer en enero de 1965. En 1967 se casó con Jewell Handy Gresham, una dramaturga que sería reconocida a futuro por sus aportaciones, aunque para eso tardaría años hasta que llegara.
Nemiroff dedicó gran parte de su vida a editar y promover la obra de Hansberry, quien lo había nombrado su albacea literario. Fue el productor ejecutivo de la producción de PBS de 1989 de A Raisin in the Sun, y produjo y coescribió el musical de Broadway de 1973 Raisin, basado en A Raisin in the Sun , el cual gozó de un éxito relativamente grande al igual que su homónimo en el otro medio.

## Premios y honores
Nemiroff ganó el premio Tony por producir Raisin, siendo más tarde galardonado con otros premios por su trayectoria mediante los medios especializados.